# Karl Heinz Rummeny
Karl Heinz Rummeny (* 1. März 1956 in Bad Lippspringe; † 6. November 2022 in Düsseldorf) war ein deutscher Künstler, Kurator und Kunsthändler.

## Leben und Werk
Rummeny studierte zunächst Kunstgeschichte in Köln, daran anschließend Kunst an der Kunstakademie Münster bei Timm Ullrichs und wechselte später an die Kunstakademie Düsseldorf, wo er unter anderem bei Gerhard Hoehme und Fritz Schwegler studierte. Seine künstlerische und kuratorische Praxis war geprägt von einem interdisziplinären Ansatz sowie einer kritischen Auseinandersetzung mit gesellschaftlichen Fragestellungen.
Im Jahr 1997 gründete Rummeny gemeinsam mit Jost Wischnewski und Gregor Russ das Parkhaus im Malkastenpark, einen selbstorganisierten Kunstraum im Garten des Künstlervereins Malkasten in Düsseldorf. Ab 2008 leitete er den Raum allein. Bis zur Schließung des Parkhauses im Jahr 2021 organisierte Rummeny dort über 180 Ausstellungen mit etwa 300 Künstlerinnen und Künstlern.
Rummeny galt als eine zentrale Figur der unabhängigen Kunstszene in Düsseldorf. Im von Rummeny betriebenen Ausstellungsraum Parkhaus im Malkastenpark fanden zahlreiche junge Künstlerinnen und Künstler eine erste Plattform für ihre Arbeiten. So hatten Katja Davar, Sylvie Fleury, Gregor Gleiwitz, Leni Hoffmann, Agnes Scherer, Max Frintrop, Martin Pfeifle, Luka Fineisen und Michael Sailstorfer dort frühe Auftritte. Daneben stellte Rummeny auch etablierte Positionen aus – darunter Joseph Beuys, Gilbert & George, Rosa von Praunheim, Wilhelm Mundt, Joe Dallesandro, Blinky Palermo (u. a. mit einer Neufassung des Wandgemäldes Treppenhaus von 1970), Imi Knoebel, Katharina Fritsch und Katharina Sieverding. Posthum widmete ihm die Kunsthalle Düsseldorf im Jahr 2024 eine umfassende Einzelausstellung mit dem Titel „CHaRLY“. Sein Nachlass befindet sich im Rheinischen Archiv für Künstlernachlässe.

## Publikationen (Auswahl)
- Karl Heinz Rummeny (Hrsg.): Parkhaus im Malkastenpark 1997–2011. DruckVerlag Kettler, Bönen 2012.[20]
- Juliane Hoffmanns und Alicia Holthausen (Hrsg.): Karl-Heinz Rummeny. On ne part pas. Verlag der Buchhandlung König, Köln 2025, OCLC 1517860219, ISBN 978-3-7533-0850-0.
- Ulrike Groos, Peter Gorschlüter, Magdalena Holzhey (Hrsg.): Compilation III. DuMont Kunst und Literatur Verlag, Köln 2007, ISBN 978-3-83219-005-7.[21]

## Ausstellungskataloge (Auswahl)
- Charly : Karl-Heinz Rummeny, 1956-2022 : Leben, Arbeit, Sammlung, Werk OCLC 1403380887
- mit Magdalena Holzhey: Parkhaus: im Malkastenpark 1997–2011, Verlag Kettler, Bönen, 2012 OCLC 888608523
- mit Ivana Bašičević Antić, Selman Trtovac, Biljana Tomić: Ko neće da misli leti napolje! Jozef Bojs i Mangelos – 100 godina i umetnost danas : 26.08.2021-18.09.2021 Wer nicht denken will, fliegt raus!, Goethe-Institut Beograd, OCLC 1402222703